# Hebenstretia comosa
Hebenstretia comosa är en flenörtsväxtart som beskrevs av Ferdinand von Hochstetter. Hebenstretia comosa ingår i släktet gatörter, och familjen flenörtsväxter. Inga underarter finns listade i Catalogue of Life.